# El amor es más fuerte
«El amor es más fuerte» es la primera canción perteneciente a la banda sonora de la película de 1993, Tango feroz: la leyenda de Tanguito. 
Fue escrita por Daniel Martín y Fernando Barrientos. La letra fue compuesta originalmente por Martín y Barrientos; sin embargo en el film es interpretado por Ulises Butron como la voz de Tanguito, mientras el actor Fernán Mirás realiza el playback.